# Chaetogramma
Chaetogramma is een geslacht van vliesvleugeligen uit de familie Trichogrammatidae. De wetenschappelijke naam van dit geslacht is voor het eerst geldig gepubliceerd in 1975 door Doutt.

## Soorten
Het geslacht Chaetogramma omvat de volgende soorten:
- Chaetogramma borealis Hayat, 2008
- Chaetogramma caudata (De Santis, 1997)
- Chaetogramma hisarense Yousuf & Shafee, 1993
- Chaetogramma maculatum Hayat, 1981
- Chaetogramma occidentale Doutt, 1975
- Chaetogramma pretoriense Doutt, 1975